# Björken, Västergötland
Björken är en sjö i Borås kommun i Västergötland och ingår i Viskans huvudavrinningsområde. Sjön är 11 meter djup, har en yta på 0,256 kvadratkilometer och är belägen 158,1 meter över havet. Sjön avvattnas av vattendraget Lillån.

## Delavrinningsområde
Björken ingår i det delavrinningsområde (640020-132334) som SMHI kallar för Inloppet i Bosjön. Medelhöjden är 171 meter över havet och ytan är 2,28 kvadratkilometer. Det finns ett avrinningsområde uppströms, och räknas det in blir den ackumulerade arean 18,35 kvadratkilometer. Lillån som avvattnar avrinningsområdet har biflödesordning 2, vilket innebär att vattnet flödar genom totalt 2 vattendrag innan det når havet efter 84 kilometer. Avrinningsområdet består mestadels av skog (69 procent) och öppen mark (17 procent). Avrinningsområdet har 0,26 kvadratkilometer vattenytor vilket ger det en sjöprocent på 11,3 procent.